# Чуваши Башкортостана
Чуваши Башкортостана насчитывают 79 950 человек (2020). За 1989—2020 годы численность чувашей сократилась на 38 559 человек.

## Расселение
Чуваши расселены сравнительно компактными массивами в основном в западных, юго-западных и центральных районах.  Чуваши проживают в городах Уфа (12 312 чел.), Стерлитамак (12 200 чел.), Белебей (5992 чел.), Салават (3711 чел.), Мелеуз (2778 чел.), Октябрьский (2384 чел.) и Кумертау (2346 чел.). Из 54 районов республики в 22-х районах компактно расселено чувашское население: на территории Аургазинского (12 527 чел.), Бижбулякского (10 428 чел.), Стерлитамакского (4942 чел.), Кармаскалинского (4779 чел.), Белебеевского (3942 чел.), Миякинского (3285 чел.), Гафурийского (3192 чел.), Ермекеевского (2912 чел.), Шаранского (2687 чел.) и Федоровского (2384 чел.) районов. В Башкортостане 192 чисто чувашских населенных пункта, со смешанным составом — 72: 38 — чувашско-русских, 14 — чувашско-татарских, 9 — чувашско-башкирских, 7 — чувашско-мордовских, 3 — чувашско-украинских и 1 — чувашско-русско-башкирский. По языку и культуре они относятся к группе низовых чувашей, хотя имеются и единичные поселения верховых.
Наиболее крупными и старинными населенными пунктами республики с чувашским населением являются такие селения, как Бишкаин (1209 чел.), Новофедоровка (752 чел.), Чувашские Карамалы (853 чел.), Месели (692 чел.), Шланлы (752 чел.), Наумкино (690 чел.) в Аургазинском районе, Старые Маты (1149 чел.) в Бакалинском районе, Слакбаш (512 чел.) и Ермолкино (530 чел.) в Белебеевском районе, Бижбуляк (5191 чел.), Базлык (1063 чел.), Кош-Елга (900 чел.), Кистенли-Богдановка (652 чел.), Зириклы (568 чел.) в Бижбулякском районе, Антоновка (620 чел.) и Мраково (691 чел.) в Гафурийском районе, Суккулово (877 чел.) в Ермекеевском районе, Васильевка (756 чел.) в Ишимбайском районе, Сихонкино (867 чел.) и Ефремкино (734 чел.) в Кармаскалинском районе, Кривле-Илюшкино (582 чел.) в Кумертауском районе, Кожай-Семеновка (711 чел.) и Новые Карамалы (692 чел.) в Миякинском районе, Косяковка (646 чел.) и Ишпарсово в Стерлитамакском районе, Новоселка (700 чел.) в Федоровском районе, Юмашево (769 чел.) в Чегмагушевском районе, Наратасты (759 чел.) и Дюртюли (507 чел.) в Шаранском районе.
Работают чувашские культурные центры в Уфе, Стерлитамаке и в Ишимбае.
Открыта чувашская гимназия в Белебее.